# La Sotonera
La Sotonera est une commune d’Espagne, dans la province de Huesca, communauté autonome d'Aragon, comarque de Hoya de Huesca.